# Trastorno por consumo de sustancias
El trastorno por consumo de sustancias (TCS) es el consumo persistente de drogas (incluido el alcohol) a pesar de los daños sustanciales y las consecuencias adversas derivadas de su consumo. El Instituto Nacional de Salud Mental (NIMH) afirma que "el trastorno por consumo de sustancias (TCS) es un trastorno mental tratable que afecta al cerebro y al comportamiento de una persona, provocando su incapacidad para controlar el consumo de sustancias como las drogas legales o ilegales, el alcohol o los medicamentos. Los síntomas pueden ser de moderados a graves, siendo la adicción la forma más grave de TCS". Los trastornos por consumo de sustancias (TCS) se consideran una enfermedad mental grave que fluctúa en función de la edad a la que empiezan a aparecer los síntomas en un individuo, el tiempo durante el que existe y el tipo de sustancia que se consume. No es infrecuente que quienes padecen TCS también padezcan otros trastornos de salud mental. Los trastornos por consumo de sustancias se caracterizan por una serie de problemas mentales/emocionales, físicos y conductuales como la culpabilidad crónica; la incapacidad para reducir o dejar de consumir la sustancia o sustancias a pesar de los repetidos intentos; la conducción de vehículos en estado de embriaguez; y los síntomas fisiológicos de abstinencia. Las clases de drogas que suelen estar implicadas en el TCS son: alcohol, cafeína, cannabis, alucinógenos, inhalantes, opiáceos, sedantes, hipnóticos o ansiolíticos, estimulantes (incluidas las sustancias de tipo anfetamínico, la cocaína y otros estimulantes), tabaco.
En el Manual Diagnóstico y Estadístico de los Trastornos Mentales 5ª edición (2013), también conocido como DSM-5, los diagnósticos DSM-IV de abuso de sustancias y dependencia de sustancias se fusionaron en la categoría de trastornos por consumo de sustancias. La gravedad de los trastornos por consumo de sustancias puede variar ampliamente; en el diagnóstico DSM-5 de un trastorno por consumo de sustancias, la gravedad del trastorno por consumo de sustancias de una persona se califica como leve, moderada o grave en función de cuántos de los 11 criterios diagnósticos se cumplan. La Clasificación Internacional de Enfermedades 11ª revisión (CIE-11) divide los trastornos por consumo de sustancias en dos categorías: (1) patrón perjudicial de consumo de sustancias; y (2) dependencia de sustancias.
En 2017, se estimó que en todo el mundo 271 millones de personas (el 5,5 % de los adultos) habían consumido una o más drogas ilícitas. De ellas, 35 millones padecían un trastorno por consumo de sustancias. Otros 237 millones de hombres y 46 millones de mujeres padecían un trastorno por consumo de alcohol en 2016. En 2017, los trastornos por consumo de sustancias ilícitas provocaron directamente 585 000 muertes. Las muertes directas por consumo de drogas, distintas del alcohol, han aumentado más del 60 % entre 2000 y 2015. El consumo de alcohol provocó otros 3 millones de muertes en 2016.

## Causas
Esta sección divide las causas de los trastornos por consumo de sustancias en categorías coherentes con el modelo biopsicosocial. Sin embargo, es importante tener en cuenta que estas categorías son utilizadas por los científicos en parte por conveniencia; las categorías a menudo se superponen (por ejemplo, los adolescentes y adultos cuyos padres tuvieron (o tienen) un trastorno por consumo de alcohol muestran tasas más altas de problemas con el alcohol, un fenómeno que puede deberse a factores genéticos, de aprendizaje observacional, socioeconómicos y otros factores causales); y estas categorías no son las únicas formas de clasificar la etiología de los trastornos por consumo de sustancias.
Del mismo modo, la mayoría de los investigadores de esta área y de otras relacionadas (como la etiología de la psicopatología en general), hacen hincapié en que diversos factores causales interactúan y se influyen mutuamente de forma compleja y polifacética.

### Determinantes sociales
Entre los adultos mayores, estar divorciado, separado o soltero; disponer de más recursos económicos; la falta de afiliación religiosa; el duelo; la jubilación involuntaria; y la falta de vivienda se asocian a problemas con el alcohol, incluido el trastorno por consumo de alcohol. Muchas veces, los problemas pueden estar interconectados, las personas sin trabajo son las más propensas a abusar de sustancias, lo que les incapacita para trabajar. No tener trabajo provoca estrés y a veces depresión, lo que a su vez puede hacer que la persona aumente el consumo de sustancias. Esto lleva a un ciclo de abuso de sustancias y desempleo. La probabilidad de abuso de sustancias puede aumentar durante la infancia. En un estudio realizado en 2021 sobre el efecto de las experiencias de la infancia en el futuro consumo de sustancias, los investigadores descubrieron que existe una relación directa entre ambos factores. Los individuos que tuvieron experiencias en su infancia que les traumatizaron de alguna manera tenían muchas más probabilidades de abusar de sustancias.

### Determinantes psicológicos
Los factores psicológicos causales incluyen determinantes cognitivos, afectivos y de desarrollo, entre otros. Por ejemplo, las personas que empiezan a consumir alcohol u otras drogas en la adolescencia tienen más probabilidades de sufrir un trastorno por consumo de sustancias en la edad adulta. Otros factores de riesgo habituales son ser varón, tener menos de 25 años, padecer otros problemas de salud mental (los dos últimos están relacionados con la recaída sintomática, el deterioro de la adaptación clínica y psicosocial, una menor adherencia a la medicación y una menor respuesta al tratamiento) y la falta de apoyo y supervisión familiar (como ya se ha mencionado, algunos de estos factores causales también pueden clasificarse como sociales o biológicos). Otros factores de riesgo psicológicos son la alta impulsividad, la búsqueda de sensaciones, el neuroticismo y la apertura a la experiencia en combinación con una baja concienciación.

### Determinantes biológicos
Los hijos de padres con trastornos por abuso de sustancias tienen aproximadamente el doble de riesgo de desarrollar un trastorno por abuso de sustancias que los hijos de padres sin trastornos por abuso de sustancias. Otros factores, como el consumo de sustancias durante el embarazo o la inhalación persistente de humo de segunda mano, también pueden influir en los comportamientos de consumo de sustancias de una persona en el futuro.

## Diagnóstico
Las personas cuyo consumo de drogas o alcohol causa un deterioro o malestar significativos pueden padecer un trastorno por consumo de sustancias (TCS). El diagnóstico suele implicar un examen en profundidad, normalmente a cargo de un psiquiatra, un psicólogo o un asesor sobre drogas y alcohol. [Las directrices más utilizadas se publican en el Manual Diagnóstico y Estadístico de los Trastornos Mentales (DSM-5), que contiene 11 criterios diagnósticos que pueden clasificarse en términos generales en problemas derivados del consumo de sustancias relacionados con la pérdida de control, la tensión en la vida interpersonal, el consumo peligroso y los efectos farmacológicos.
| - Adicción: trastorno biopsicosocial caracterizado por el consumo persistente de drogas (incluido el alcohol) a pesar de los daños sustanciales y las consecuencias adversas.                                                                          |
| - Droga adictiva: sustancias psicoactivas que con el consumo repetido se asocian a tasas significativamente más altas de trastornos por consumo de sustancias, debido en gran parte al efecto de la droga sobre los sistemas de recompensa cerebrales. |
| - Dependencia: estado adaptativo asociado a un síndrome de abstinencia tras el cese de la exposición repetida a un estímulo (por ejemplo, la ingesta de drogas).                                                                                       |
| - Sensibilización al fármaco o tolerancia inversa: efecto creciente de un fármaco resultante de la administración repetida de una dosis determinada.                                                                                                   |
| - Abstinencia de drogas: síntomas que se producen al dejar de consumir drogas repetidament |
| - Dependencia física: dependencia que implica síntomas de abstinencia físico-somáticos persistentes (por ejemplo, fatiga y delirium tremens). |
| - Dependencia psicológica: la dependencia se considera socialmente muy leve en comparación con la dependencia física (por ejemplo, con suficiente fuerza de voluntad se puede superar).                                                                |
| - Estímulos reforzadores: estímulos que aumentan la probabilidad de repetir las conductas emparejadas con ellos |
| - Estímulos gratificantes: estímulos que el cerebro interpreta como intrínsecamente positivos y deseables o como algo a lo que acercarse |
| - Sensibilización: respuesta amplificada a un estímulo como consecuencia de la exposición repetida al mismo. |
| - Trastorno por consumo de sustancias: trastorno en el que el consumo de sustancias provoca un deterioro o malestar clínica y funcionalmente significativo.                                                                                            |
| - Tolerancia: disminución del efecto de un fármaco como consecuencia de la administración repetida de una dosis determinada. |

El DSM establece otros calificativos y excepciones. Por ejemplo, si una persona toma opiáceos por prescripción facultativa, puede experimentar efectos fisiológicos de tolerancia y síndrome de abstinencia, pero esto no haría que cumpliera los criterios de un trastorno por abuso de sustancias sin que se presentaran síntomas adicionales.

### Síntomas
La Clínica Mayo explica que los síntomas del trastorno por consumo de sustancias pueden parecerse a muchas cosas. Por ejemplo, se puede tener la sensación de que se necesita consumir la sustancia a diario, a veces incluso hasta varias veces al día, o tener deseos tan fuertes de consumir la sustancia que se es incapaz de pensar en otra cosa. Una persona puede sentir que necesita consumir más cantidad de la sustancia para obtener el mismo resultado y hacerlo durante un tiempo prolongado que no estaba previsto. Además, al intentar dejar de consumir la sustancia, puede que no lo consiga.

### Gravedad
Los trastornos por consumo de sustancias pueden variar mucho en cuanto a gravedad, y existen numerosos métodos para controlar y calificar la gravedad del TCS de una persona. El DSM-5 incluye especificadores para la gravedad de un TCS. Se suele considerar que las personas que cumplen sólo dos o tres criterios tienen un TCS leve. Los consumidores de sustancias que cumplen cuatro o cinco criterios pueden tener un TCS descrito como moderado, y las personas que cumplen seis o más criterios como grave. En el DSM-5, el término drogadicción es sinónimo de trastorno por consumo de sustancias grave. La cantidad de criterios cumplidos ofrece un indicador aproximado de la gravedad de la enfermedad, pero los profesionales autorizados también tendrán en cuenta una visión más holística a la hora de evaluar la gravedad, que incluye las consecuencias específicas y los patrones de conducta relacionados con el consumo de sustancias de una persona. Cuando evalúan a una persona por un trastorno por consumo de alcohol, también suelen hacer un seguimiento de la frecuencia de consumo a lo largo del tiempo y evalúan las consecuencias específicas de la sustancia, como la aparición de desmayos o detenciones por conducir bajo los efectos del alcohol. Existen calificativos adicionales para las fases de remisión que se basan en la cantidad de tiempo que una persona con un diagnóstico de trastorno por consumo de alcohol no ha cumplido ninguno de los 11 criterios, excepto el ansia. Algunos sistemas médicos hacen referencia a un Índice de gravedad de la adicción para evaluar la gravedad de los problemas relacionados con el consumo de sustancias. El índice evalúa los posibles problemas en siete categorías: médicos, de empleo/apoyo, de alcohol, de consumo de otras drogas, legales, familiares/sociales y psiquiátricos.

### Herramientas de detección
Existen diferentes instrumentos de cribado que se han validado para su uso con adolescentes, como el CRAFFT, y con adultos, como el CAGE, el AUDIT y el DALI. Las pruebas de laboratorio para detectar alcohol y otras drogas en la orina y la sangre pueden ser útiles durante el proceso de evaluación para confirmar un diagnóstico, establecer una línea de base y, más adelante, para supervisar el progreso. Sin embargo, dado que estas pruebas miden el consumo reciente de sustancias y no el consumo crónico o la dependencia, no se recomiendan como instrumentos de cribado.

## Mecanismos
Artículos principales: Adicción § Mecanismos y Dependencia de sustancias

## Gestión

### Gestión del síndrome de abstinencia
Dependiendo de la gravedad del consumo y de la sustancia, el tratamiento precoz de la abstinencia aguda puede incluir la desintoxicación médica. Cabe destacar que la abstinencia aguda del consumo excesivo de alcohol debe realizarse bajo supervisión médica para evitar un síndrome de abstinencia potencialmente mortal conocido como delirium tremens. 

### Terapia
Artículo principal: Rehabilitación de drogas
Alrededor del 11% de los estadounidenses con trastornos por consumo de sustancias buscan tratamiento, y entre el 40 y el 60% de esas personas recaen en el plazo de un año. Los tratamientos suelen implicar la planificación de formas específicas de evitar el estímulo adictivo e intervenciones terapéuticas destinadas a ayudar al cliente a aprender formas más sanas de encontrar satisfacción. Los líderes clínicos de los últimos años han intentado adaptar los enfoques de intervención a las influencias específicas que afectan al comportamiento adictivo, utilizando entrevistas terapéuticas en un esfuerzo por descubrir los factores que llevaron a una persona a adoptar fuentes de placer o alivio del dolor poco saludables y adictivas.
| Patrón de comportamiento                                                        | Intervención                                                                 | Objetivo                                                                           |
| ------------------------------------------------------------------------------- | ---------------------------------------------------------------------------- | ---------------------------------------------------------------------------------- |
| Baja autoestima, ansiedad, hostilidad verbal                                    | Terapia relacional, enfoque centrado en el cliente                           | Aumentar la autoestima, reducir la hostilidad y la ansiedad                        |
| Construcciones personales defectuosas, ignorancia de los medios interpersonales | Reestructuración cognitiva, incluidas terapias directivas y de grupo         | Perspectiva                                                                        |
| Ansiedad focal como el miedo a las multitudes                                   | Desensibilización                                                            | Cambiar la respuesta a la misma señal                                              |
| Comportamientos indeseables, falta de comportamientos adecuados                 | Condicionamiento aversivo, condicionamiento operante, contracondicionamiento | Eliminar o sustituir conductas                                                     |
| Falta de información                                                            | Proporcionar información                                                     | Hacer que el cliente actúe a partir de la información                              |
| Circunstancias sociales difíciles                                               | Intervención organizativa, manipulación del entorno, asesoramiento familiar  | Eliminar la causa de la dificultad social                                          |
| Bajo rendimiento social, comportamiento interpersonal rígido                    | Formación en sensibilidad, formación en comunicación, terapia de grupo       | Aumento del repertorio interpersonal, desensibilización al funcionamiento en grupo |
| Comportamiento extremadamente extraño                                           | Remisión médica                                                              | Proteger de la sociedad, preparar para el tratamiento posterior                    |
| Adaptado de: Essentials of Clinical Dependency Counseling, Aspen Publishers     |                                                                              |                                                                                    |

De la bibliografía sobre el análisis conductual aplicado y la psicología conductual han surgido varios programas de intervención basados en pruebas, como la terapia marital conductual, el enfoque de refuerzo comunitario, la terapia de exposición a pistas y las estrategias de gestión de contingencias. Además, el mismo autor sugiere que el entrenamiento en habilidades sociales complementario al tratamiento hospitalario de la dependencia del alcohol es probablemente eficaz.

### Medicación
El tratamiento asistido con medicación (TAM) se refiere a la combinación de intervenciones conductuales y medicamentos para tratar los trastornos por consumo de sustancias. Ciertos medicamentos pueden ser útiles para tratar trastornos graves por consumo de sustancias. En los Estados Unidos hay cinco medicamentos aprobados para tratar los trastornos por consumo de alcohol y opiáceos. En 2002 no había medicamentos aprobados para tratar los trastornos por consumo de cocaína, metanfetamina u otras sustancias.
Los medicamentos, como la metadona y el disulfiram, pueden utilizarse como parte de planes de tratamiento más amplios para ayudar a un paciente a funcionar cómodamente sin opiáceos ilícitos ni alcohol. Los medicamentos pueden utilizarse en el tratamiento para disminuir los síntomas de abstinencia. Se ha demostrado la eficacia de los TAM para reducir el consumo de drogas ilegales y las muertes por sobredosis, mejorar la permanencia en el tratamiento y reducir la transmisión del VIH.

### Posibles vacunas contra la adicción a sustancias
Las vacunas contra la adicción se han investigado como posibilidad desde principios de la década de 2000. La teoría general de una vacuna destinada a "inmunizar" contra la drogadicción u otras sustancias de abuso es que condicionaría al sistema inmunitario a atacar y consumir o inutilizar de otro modo las moléculas de dichas sustancias que provocan una reacción en el cerebro, impidiendo así que el adicto pueda realizar el efecto de la droga. Entre las adicciones que se han barajado como objetivos para este tipo de tratamiento se encuentran la nicotina, los opiáceos y el fentanilo. Se ha determinado que las vacunas podrían ser más eficaces que otros tratamientos contra la adicción, debido a "la larga duración de la acción, la seguridad de la administración y una posible reducción de la toxicidad en órganos importantes".
Entre las vacunas específicas contra la adicción que se están desarrollando figuran:
- NicVAX, una vacuna conjugada destinada a reducir o eliminar la dependencia física de la nicotina.[47] Esta vacuna patentada está siendo desarrollada por Nabi Biopharmaceuticals[48] de Rockville, MD. con el apoyo del Instituto Nacional sobre el Abuso de Drogas de EE. UU.. NicVAX consiste en el hapteno 3'-aminometilnicotina que se ha conjugado (unido) a la exotoxina A de Pseudomonas aeruginosa.[49]
- TA-CD, una vacuna activa[50] desarrollada por el Grupo Xenova que se utiliza para anular los efectos de la cocaína. Se crea combinando norcocaína con toxina de cólera inactivada. Funciona de forma muy parecida a una vacuna normal. Una gran molécula de proteína se adhiere a la cocaína, lo que estimula la respuesta de los anticuerpos, que destruyen la molécula. Esto también impide que la cocaína atraviese la barrera hematoencefálica, anulando el efecto euforizante y gratificante de la cocaína causado por la estimulación de la liberación de dopamina en la vía mesolímbica de recompensa. La vacuna no afecta al "deseo" de cocaína del consumidor, sólo a los efectos físicos de la droga.[51]
- TA-NIC, utilizado para crear anticuerpos humanos que destruyan la nicotina en el cuerpo humano para que deje de ser eficaz.[52]

En septiembre de 2023, se informó además de que una vacuna "ha sido probada contra la heroína y el fentanilo y está en camino de serlo contra el oxicontín".

## Epidemiología

Los años de vida ajustados en función de la discapacidad, una medida de la carga global de morbilidad (número de años perdidos por mala salud, discapacidad o muerte prematura), por trastornos relacionados con el consumo de drogas por cada 100.000 habitantes en 2004.

Las tasas de trastornos por consumo de sustancias varían según el país y la sustancia, pero la prevalencia general es alta. A nivel mundial, los hombres se ven afectados en una proporción mucho mayor que las mujeres. Los individuos más jóvenes también tienen más probabilidades de verse afectados que los adultos mayores.

### Estados Unidos
En 2020, el 14,5% de los estadounidenses de 12 años o más habían padecido un trastorno por consumo de alcohol en el último año. Aproximadamente el 3% de las personas de 12 años o más tenían un trastorno por consumo de drogas ilícitas. Las tasas más altas de trastorno por consumo de drogas ilícitas se daban entre las personas de 18 a 25 años, con aproximadamente un 7%.
En 2017 se produjeron más de 72.000 muertes por sobredosis de drogas en Estados Unidos, lo que supone triplicar la cifra de 2002. Sin embargo, los CDC calculan las muertes por sobredosis de alcohol por separado; por lo tanto, esta cifra de 72.000 no incluye las 2.366 muertes por sobredosis de alcohol en 2017. Las muertes por sobredosis de opioides sintéticos, que suelen incluir el fentanilo, han aumentado considerablemente en los últimos años hasta contribuir a casi 30 000 muertes al año, y las tasas de mortalidad por opioides sintéticos como el fentanilo se han multiplicado por 22 en el periodo comprendido entre 2002 y 2017. La heroína y otros opioides naturales y semisintéticos contribuyeron en conjunto a unas 31.000 muertes por sobredosis. La cocaína contribuyó a unas 15.000 muertes por sobredosis, mientras que la metanfetamina y las benzodiacepinas contribuyeron a unas 11.000 muertes cada una. Cabe destacar que la mortalidad por cada droga individual mencionada anteriormente no puede sumarse porque muchas de estas muertes implicaron combinaciones de drogas, como la sobredosis por una combinación de cocaína y un opioide.
Las muertes por consumo de alcohol suponen la pérdida de más de 88.000 vidas al año. El tabaco sigue siendo la principal causa de muerte evitable, responsable de más de 480.000 muertes al año en Estados Unidos. Estos daños son importantes desde el punto de vista económico, con unos costes totales de más de 420.000 millones de dólares anuales y más de 120.000 millones en asistencia sanitaria.

### Canadá
Según Statistics Canada (2018), aproximadamente uno de cada cinco canadienses mayores de 15 años experimenta un trastorno por consumo de sustancias a lo largo de su vida. En Ontario concretamente, la carga de morbilidad de las enfermedades mentales y las adicciones es 1,5 veces superior a la de todos los cánceres juntos y más de 7 veces a la de todas las enfermedades infecciosas. En todo el país, el grupo étnico que estadísticamente se ve más afectado por los trastornos por consumo de sustancias en comparación con la población general son los pueblos indígenas de Canadá. En un estudio canadiense de 2019, se descubrió que los participantes indígenas tenían más problemas relacionados con las sustancias que los no indígenas.
La Encuesta de Salud de la Comunidad Canadiense (2012) de Statistics Canada muestra que el alcohol era la sustancia más común para la que los canadienses cumplían los criterios de abuso o dependencia. Las encuestas sobre la población indígena en Columbia Británica muestran que alrededor del 75% de los residentes en las reservas consideran que el consumo de alcohol es un problema en su comunidad y el 25% afirman que ellos mismos tienen un problema con el consumo de alcohol. Sin embargo, sólo el 66% de los adultos de las Primeras Naciones que viven en reservas beben alcohol, frente al 76% de la población general. Además, en un estudio realizado en Ontario sobre salud mental y consumo de sustancias entre los indígenas, el 19% declaró consumir cocaína y opiáceos, porcentaje superior al 13% de los canadienses de la población general que declararon consumir opiáceos.

### Australia
Las prácticas coloniales históricas y actuales siguen afectando a la salud de los indígenas australianos, que son más susceptibles al consumo de sustancias y a los daños relacionados. Por ejemplo, el alcohol y el tabaco son las sustancias que más se consumen en Australia. Aunque el consumo de tabaco está disminuyendo en Australia, sigue siendo desproporcionadamente alto entre los indígenas australianos: el 45 % de los mayores de 18 años eran fumadores, en comparación con el 16 % de los australianos no indígenas en 2014-2015.  En cuanto al alcohol, mientras que proporcionalmente más indígenas se abstienen de beber que los no indígenas, los indígenas que consumen alcohol tienen más probabilidades de hacerlo en niveles de alto riesgo. Alrededor del 19% de los australianos indígenas calificaron para el consumo de riesgo de alcohol (definido como 11 o más bebidas estándar al menos una vez al mes), que es 2,8 veces la tasa que sus homólogos no indígenas consumieron el mismo nivel de alcohol.
Sin embargo, mientras que el consumo de alcohol y tabaco está disminuyendo, el consumo de otras sustancias, como el cannabis y los opiáceos, está aumentando en Australia. El cannabis es la droga ilícita más consumida en Australia, con un consumo 1,9 veces superior al de los australianos no indígenas. Los opiáceos de venta con receta han experimentado el mayor aumento de consumo en Australia, aunque el consumo sigue siendo inferior al de Estados Unidos. En 2016, los indígenas tenían 2,3 veces más probabilidades de consumir drogas farmacéuticas de forma indebida que los no indígenas.